# Boetius János
Boetius János, más néven Erdélyi Boetius (1240 körül – 1284 körül) dán származású filozófus, a párizsi egyetem bölcsészeti karának tanára. Az „Erdélyi” jelzőt tévedésből kapta a korabeli Boetius de Dacia elnevezés alapján, jóllehet a középkorban a Dacia elnevezéssel Dániát jelölték.

## Élete
Sigismundus Ferrarius a Domonkos-rend magyarországi rendtartományának történetében (De rebus Hung. Prov. Ord. Praed. 443.) erdélyi szásznak állítja; ez az utóbb tévesnek bizonyult adat sokáig fennmaradt a magyar irodalom- és filozófiatörténeti munkákban. Valójában Boetius dán származású volt, és a munkáit tartalmazó katalógusok alapján feltétezhető, hogy a 13. század derekán élt, és a párizsi egyetemen tanított. Averroës és Arisztotelész hatását viselő tanításait Stephan Temper párizsi püspök 1270-ben és 1277-ben dekrétumokban ítélte el. Noha több forrásban Domonkos-rendi szerzetesként tüntetik fel, annyi bizonyos, hogy ekkor még nem volt a szerzetesrend tagja; amennyiben belépett, ezt csak 1277 után tehette. 
A 14. századi stamsi katalógus, a Domonkos-rend legrégibb írói bibliográfiája Boetiusnak tizenhárom filozófiai munkáját sorolja fel. Ezek közül a kéziratban fennmaradtak:
- Liber de modis significandi
- Quaestiones supra libros Topicorum
- De somno et vigilia (De sompniis, illetve De sompniorum divinatione címeken is előfordul)

Nem szerepelnek a katalógusban, de szintén fennmaradtak az alábbi kéziratok:
- De summo bono sive de vita philosophi
- Arisztotelész első és második Analytikájához írt kommentárjai
- Meteorologica-kommentár töredéke